# 美国电影学会
美国电影学会（英語：American Film Institute，缩写为）成立于1967年，是美国国家艺术基金会创建的独立运作的非营利组织。

## 成立
1965年，美國總統林登·詹森發出派令，指定設立一個全國性的藝術組織保存美國電影文化及培養優秀的電影工作者。1967年，美國電影學會成立，初期得到美國國家藝術基金會（National Endowment for the Arts）、福特基金會和美国电影协会的會員公司資助經費。

## 獎項
1973年，美国电影学会设立AFI终身成就奖。
1987年，美国电影学会组织了第一届AFI电影节，之后每年举行一次。
1998年，为了纪念美国电影诞生百年，美国电影学会颁布了百年系列。

## 百年系列
- 1998年：AFI百年百大电影
- 1999年：AFI百年百大明星
- 2000年：AFI百年百大喜劇電影
- 2001年：AFI百年百大驚悚電影
- 2002年：AFI百年百大愛情電影
- 2003年：AFI百年百大英雄與反派
- 2004年：AFI百年百大电影歌曲
- 2005年：AFI百年百大电影台词
- 2005年：AFI百年百大电影配乐
- 2006年：AFI百年百大勵志電影
- 2006年：AFI百年百大歌舞电影
- 2007年：AFI百年百大電影（十周年版）
- 2008年：AFI百年各類型電影十大佳片